# Cleveland Torso Murderer
A Clevelandi Torzó Gyilkos (Cleveland Torso Murderer), más néven Kingsbury Run őrült mészárosa (Mad Butcher of Kingsbury Run) egy máig azonosítatlan amerikai sorozatgyilkos ragadványneve, aki az Ohio állambeli Cleveland településen az 1935 és 1938 között eltelt három év alatt bizonyítottan 12 gyilkosságot követett el, ám a hatóságok úgy vélik, az áldozatok száma akár a 20-at is elérheti, de vannak, akik szerint még ennél is több emberrel végzett. Az áldozatok szinte kivétel nélkül a munkásosztályból kerültek ki, a legtöbbjük rossz életkörülmények között tengette életét. A legtöbben a Roaring Third nevű környékről származtak, amely környék bárjairól, kaszinóövezeteiről és bordélyházairól volt ismert. A terület másik neve a Hajléktalanok dzsungele (Hobo Jungle) volt, mivel ez a környék sok csavargónak adott otthont. A brutális gyilkosságok felderítésére irányuló törekvések ellenére, melyet ebben az időben Eliot Ness - a híres jogász és Cleveland akkori közbiztonsági igazgatója - vezetett, a gyilkost sosem fogták el.

## Gyilkosságok
A Clevelandi Torzó Gyilkosnak tulajdonított gyilkosságok száma hivatalosan tizenkettő, bár legújabb kutatási eredmények alapján ez a szám akár a húszat is elérheti. A tizenkét ismert áldozat meggyilkolására 1935 és 1938 között került sor. Egyes nyomozók, köztük Peter Merylo, a clevelandi vezetőnyomozó úgy vélte, hogy tizenhárom vagy több áldozata is lehetett a rejtélyes szörnyetegnek.
A gyilkos áldozatai általában a lakosság lecsúszott rétegéből kerültek ki; többségükben csavargók voltak, noha három sikeresen azonosított áldozatáról kiderült, hogy dolgozó munkások voltak. A három azonosított áldozatot csak azért sikerült azonosítani, mert sikeresen tudtak róluk ujjlenyomatot venni, illetve egy esetben a fejet nem vágták le (habár látszott, hogy nem sok hiányzott hozzá), amiből a nyomozók arra következtettek, hogy ez valószínűleg azért nem sikerült, mert megzavarták a gyilkost. A tettes második áldozatát Edward Andrassy néven, a harmadikat Florence Pollilo, a nyolcadikat pedig Rose Wallace néven sikerült azonosítani.
A Torzó Gyilkos minden esetben lefejezte és gyakran feldarabolta az áldozatait, alkalmanként a törzset is kettévágta vagy eltávolított belőlük bizonyos szerveket. Sok esetben a halál oka maga a lefejezés vagy a feldarabolás volt. A férfi áldozatok többségét az elvetemült gyilkos kasztrálta. Sok áldozat azonosítása szinte lehetetlen volt, mivel általában csak évekkel később találták meg a testeket, ez pedig gyakran lehetetlenné tette az azonosításukat. Előfordult, hogy a gyilkos a tetemek bőrét valamilyen kémiai anyaggal kezelte, de sok esetben a halottak feje nem is került elő.
A nyomozást Elliot Nessre bízták rá. A gyilkosságok idején Ness Cleveland közbiztonsági igazgatói pozícióját töltötte be, a rendőrség és egyéb szolgálatok, például a tűzoltóság tartozott az irányítása alá. Nessnek eleinte nem sok köze volt a gyilkosságokhoz, ám miután a gyilkos két áldozatának holttestét a városháza közelében fedezték fel (amelyből arra a következtetésre jutottak, hogy a tettes ezzel egyenesen Nesst próbálta megcsúfolni), a férfi azonnal átvette a nyomozás vezetését. Ness hozzájárult a később első számú gyanúsított, Frances E. Sweeney letartóztatásához és kihallgatásához. Ezen túlmenően razziákat hajtott végre a hajléktalankerületekben, és végül felgyújtották Kingsbury Runt, amely helyről gyanították a hatóságok, hogy a gyilkos ott szemelte ki az áldozatait.

## Áldozatok
A legtöbb kutató egyetért abban, hogy Kingsbury Run mészárosának tizenkét áldozata volt. Nemrégiben feltárt bizonyítékok azt mutatják, hogy a "Tavi Hölgy" névre keresztelt azonosítatlan női torzó is a gyilkos áldozatai közé tartozik. Csak három áldozatot sikerült azonosítani; a másik három John Doe (azonosítatlan férfi), illetve négy Jane Doe (azonosítatlan nő) volt.
1. Edward Andrassy[11] - 1935. szeptember 23-án találták meg Jackass Hill területén, Kingsbury Runban, 9,1 km-re Jane Doe I-től. Lefejezték és kasztrálták. A fejet a közelben találták meg.
2. John Doe 1 - 1935. szeptember 23-án találták meg, nem sokkal Andrassy testének felfedezése után. Az áldozatot soha nem azonosították. Testéből izmokat távolítottak el, lefejezték, a fejet nem találták meg. A bőrét valamilyen kémiai anyaggal kezelték, amitől vörösessé és kérgessé vált. Nagyjából három-négy héttel a megtalálása előtt ölték meg.
3. Florence Genevieve Polillo (más néven Martin)[12] - Cleveland belvárosában, az Orange Avenue közelében bukkantak rá. Valamikor 1936. január 26. és február 7. között esett a gyilkos áldozatául. A testét feldarabolták, a fejét elválasztották a törzstől. Kettő-négy nappal később bukkantak rá.
4. John Doe II "A tetovált ember" - 1936 júniusában ölték meg, két nappal a gyilkosság után bukkantak rá. Még élt, amikor a gyilkos megpróbálta lefejezni.
5. John Doe III - Az áldozatot elevenen feldarabolták. A fejét levágták. Ez az azonosítatlan férfi test volt az egyetlen, amely a West Side-on került elő. 1936. június 22-én halt meg, a testet két hónappal később fedezték fel.
6. John doe IV - 1936. szeptember 10-én végzett vele. A torzót félbevágta, a hatóságok csak a bal felét találták meg, két nappal később. Pontosan a csípő fölött vágta ketté a törzset. A fejet soha nem találták meg, és az áldozatot nem sikerült azonosítani.
7. Jane Doe I - Az azonosítatlan női holttestet ugyanazon a helyen találták meg, mint az ismeretlen Tavi Hölgyét is 1934-ben. A fejet sosem találták meg.
8. Jane Doe II - Az egyetlen színes bőrű áldozat. 1936 júniusában végezhettek vele, a testet egy évvel később találták meg. Lefejezték, egyik bordáját kitépték. A feje csak később került elő, de így sem sikerült megállapítani az áldozat személyazonosságát.
9. John Doe V - 1937. július 6-án találták meg a testet a Cuyahoga folyótól nem messze, ám a fejre sosem bukkantak rá. Körülbelül két-három nappal korábban gyilkolták meg.
10. Jane Doe III -  1938. április 8-án bukkantak rá, szintén a Cuyahoga folyóban. A vizsgálat szerint három-öt nappal korábban halt meg. Először a lábszár csontjait találták meg, majd egy híd alatt egy vászonzsákba rejtve megtalálták a lefejezett törzset két félbe vágva, egyik combját és bal lábát. A fejet és a test többi részét soha nem találták meg. Az áldozat szervezetében kábítószer maradványaira bukkantak.[13]
11. Jane Doe IV - A nőt lefejezték. A fej a törzsön volt.
12. John Doe VI[14] - 1938. augusztus 16-án fedezték fel az áldozatot, a Keleti utca 9. sarkánál, közel egy hulladéklerakóhoz. Jane Doe IV-gyel egy időben bukkantak rá. Az ismeretlen férfit lefejezték, a fejet egy dobozban találták meg, Az áldozatot sohasem sikerült azonosítani.

## A populáris kultúrában
- Brian Michael Bendis és Marc Andreyko 1998 és 1999 között megjelent Torso című képregénysorozata a Kingsbury Run-i gyilkosságokon alapul.
- A 2018-ban megjelent Kingsbury Run című film ezekre a gyilkosságokra épül.

## Fordítás
Ez a szócikk részben vagy egészben  a   Cleveland Torso Murderer című angol Wikipédia-szócikk ezen változatának fordításán alapul.  Az eredeti cikk szerkesztőit annak laptörténete sorolja fel. Ez a jelzés csupán a megfogalmazás eredetét és a szerzői jogokat jelzi, nem szolgál a cikkben szereplő információk forrásmegjelöléseként.